# Liste der Biografien/Puk
Liste der Biografien |
Portal Biografien |
Personensuche
# |
A |
B |
C |
D |
E |
F |
G |
H |
I |
J |
K |
L |
M |
N |
O |
P |
Q |
R |
S |
T |
U |
V |
W |
X |
Y |
Z |
?
 
Pa |
Pc |
Pe |
Pf |
Ph |
Pi |
Pj |
Pk |
Pl |
Pm |
Pn |
Po |
Pr |
Ps |
Pt |
Pu |
Pv |
Pw |
Py
 
Pua |
Pub |
Puc |
Pud |
Pue |
Puf |
Pug |
Puh |
Pui |
Puj |
Puk |
Pul |
Pum |
Pun |
Puo |
Pup |
Pur |
Pus |
Put |
Puu |
Puv |
Puy |
Puz
Die Liste der Biografien führt alle Personen auf, die in der deutschsprachigen Wikipedia einen Artikel haben. Dieses ist eine Teilliste mit 30 Einträgen von Personen, deren Namen mit den Buchstaben „Puk“ beginnt.

## Puk
- Puk, Konrad (* 1948), deutscher Duathlet und Triathlet
- Puk, Mirko (* 1884), Justizminister sowie Minister für religiöse Angelegenheiten im Unabhängigen Staat Kroatien

### Puka
- Pukall, Britta (* 1965), Schweizer Industriedesignerin, Innovationsberaterin, Unternehmerin und Autorin
- Pukall, Egon (1934–1989), deutscher Maler und Grafiker
- Pukall, Wilhelm (1907–1986), deutscher Landrat
- Pukallus, Horst (* 1949), deutscher Schriftsteller und Übersetzer
- Pukalski, Józef Alojzy (1798–1885), polnischer Geistlicher, Bischof von Tarnów
- Pukánszky, Lajos (1928–1996), ungarisch-US-amerikanischer Mathematiker
- Pukas, Gintaras (* 1950), litauischer Rechtsanwalt und Politiker
- Pūkas, Kęstutis (* 1952), litauischer Unternehmer und Politiker
- Pukaß, Edwin (1877–1951), deutscher Staatsbeamter
- Pukaß, Joachim (* 1936), deutscher Synchronsprecher und Schauspieler
- Pukaß, Melanie (* 1966), deutsche Schauspielerin und Synchronsprecherin

### Puke
- Pukelsheim, Friedrich (* 1948), deutscher Mathematiker und Stochastik-Professor

### Puki
- Pukirew, Wassili Wladimirowitsch (1832–1890), russischer Genremaler des RealismusWassili Wladimirowitsch Pukirew (1832–1890)

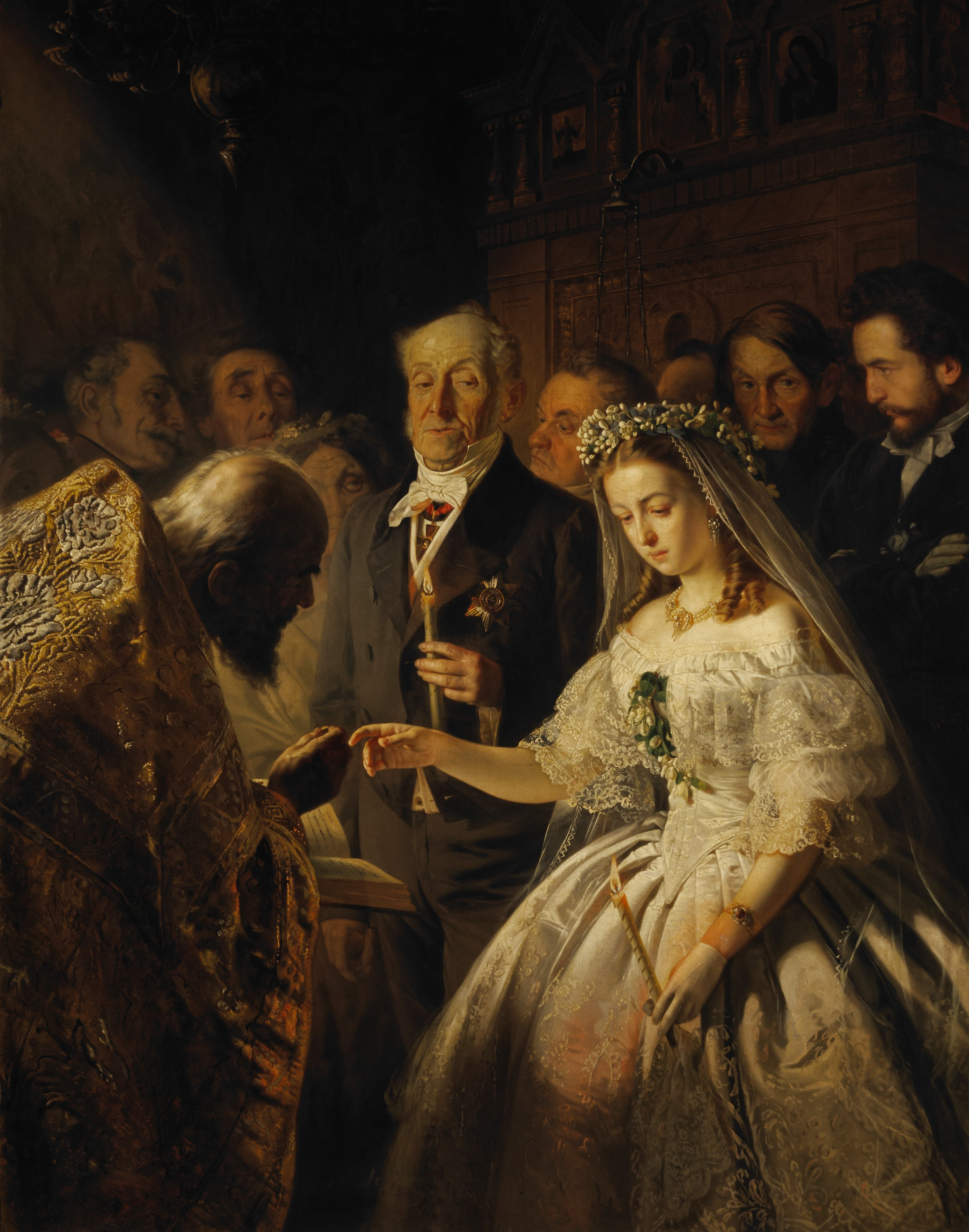
Wassili Wladimirowitsch Pukirew (1832–1890)

- Puķītis, Roberto (* 1994), lettischer Shorttracker

### Pukk
- Pukk, Holger (1920–1997), estnischer Jugendbuchautor
- Pukka, Erkki, finnischer Skispringer
- Pukki, Tapio (* 1983), finnischer Biathlet
- Pukki, Teemu (* 1990), finnischer FußballspielerTeemu Pukki (* 1990)

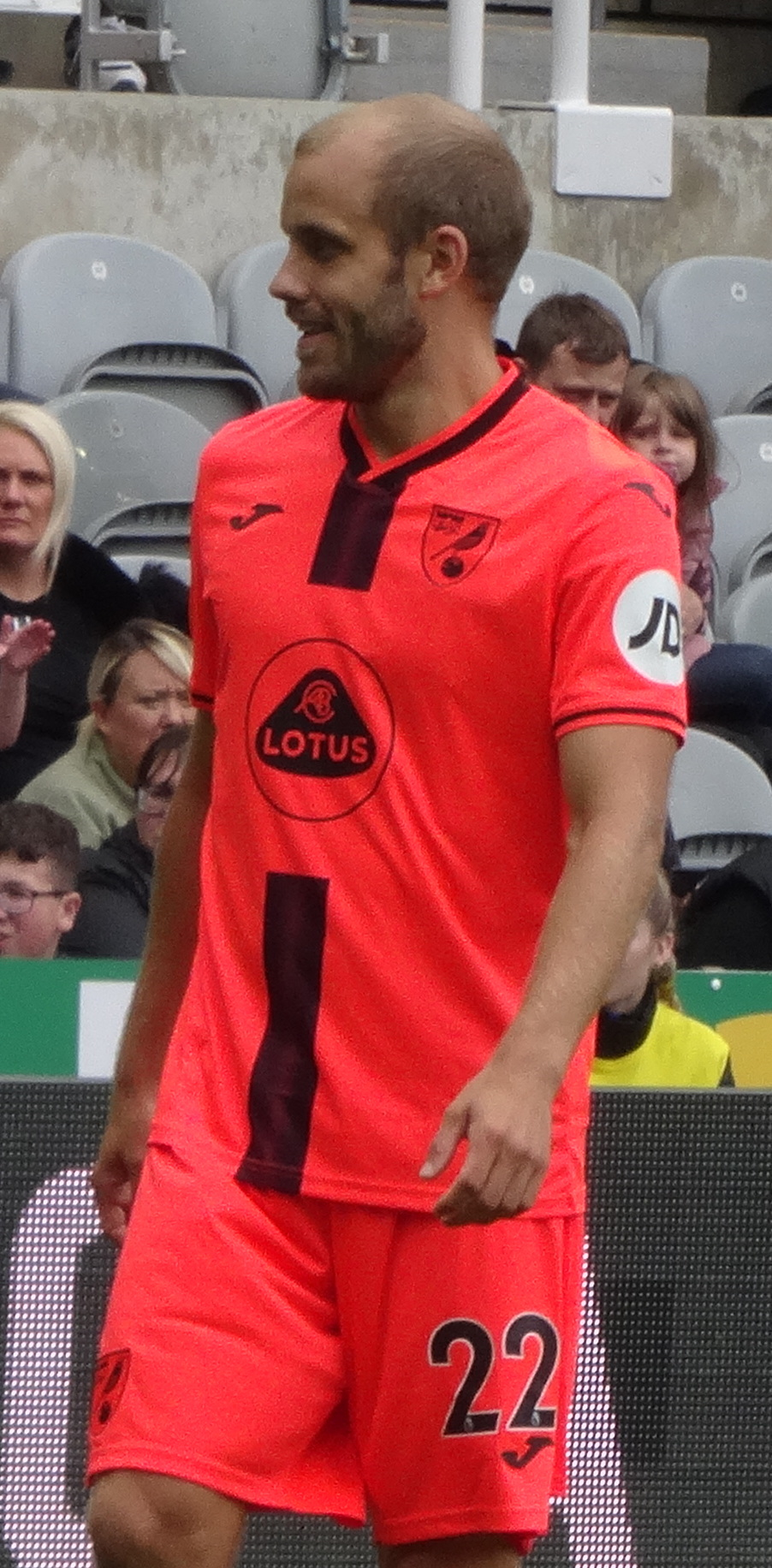
Teemu Pukki (* 1990)

### Pukl
- Pukl, Jure (* 1977), slowenischer Jazzmusiker (Saxophone, Komposition)
- Pukl, Ondřej (1876–1936), böhmischer Leichtathlet
- Puklavec, Armando (* 1974), kroatischer Bariton

### Puko
- Pukowski, Kerstin (* 1973), deutsche Krimi-Autorin

### Puks
- Pukschanski, Michail Borissowitsch (* 1952), russischer Schachspieler und -trainer
- Pukštas, Mindaugas (* 1978), litauischer Langstreckenläufer
- Pukstys, Tom (* 1968), US-amerikanischer Speerwerfer

### Puku
- Pukui, Mary Kawena (1895–1986), hawaiianische Tänzerin, Komponistin und Erzieherin

### Pukw
- Pukwana, Dudu (1938–1990), südafrikanischer Jazzmusiker

### Puky
- Puky, Endre (1871–1941), ungarischer Politiker, Mitglied des Parlaments